# Aleksei Skornyakov
Aleksei Sergeyevich Skornyakov (tiếng Nga: Алексей Серге́евич Скорняков; sinh ngày 16 tháng 3 năm 1993) là một cầu thủ bóng đá người Nga. Anh thi đấu cho FC Tekstilshchik Ivanovo.